# Telefonkort

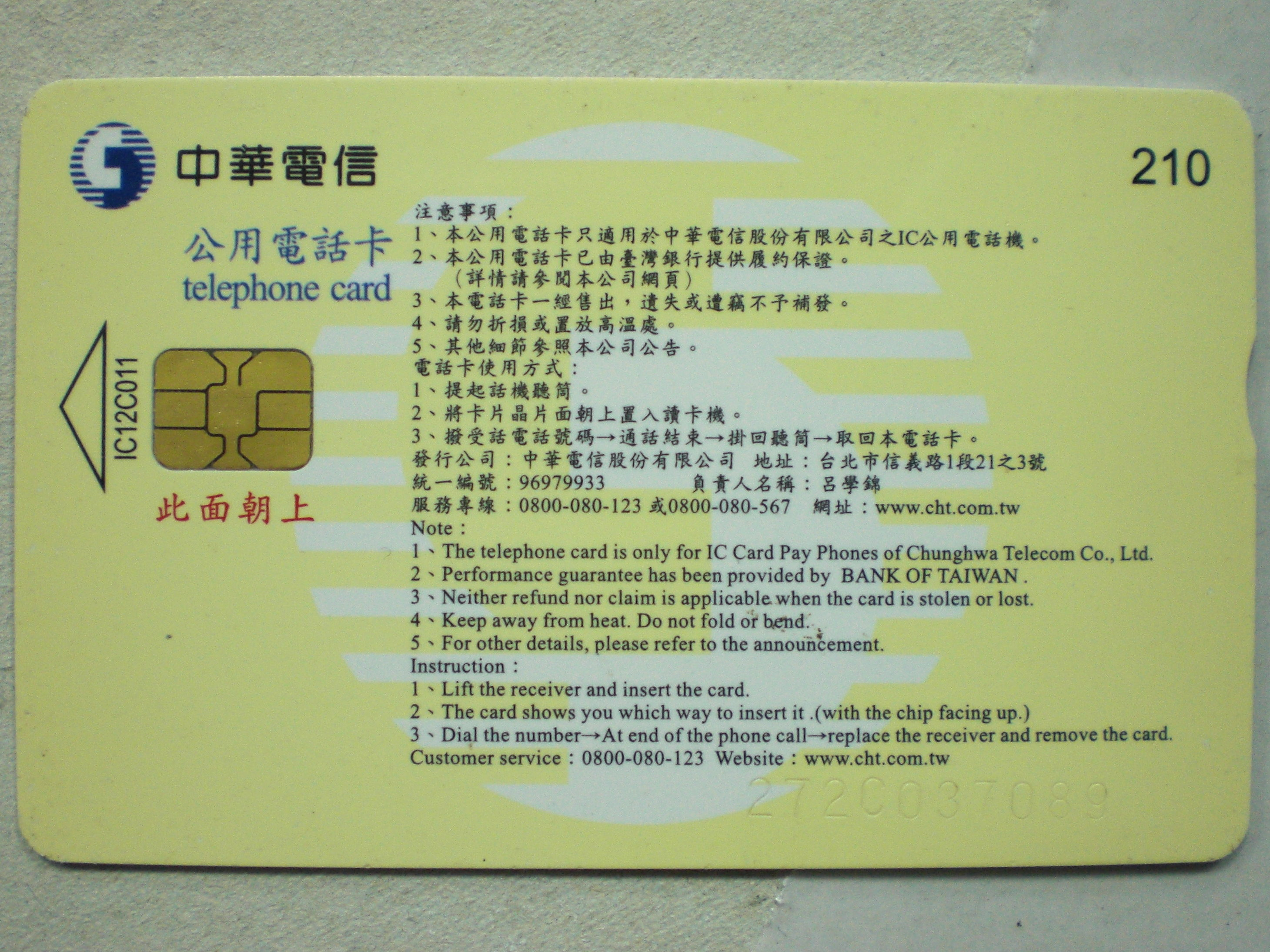
Ett taiwanesiskt telefonkort med chip.

Ett telefonkort är ett kort som ger kredit till telefonsamtal. Det kan vara ett chipkort, eller innehålla nummerkoder.
För att slippa ha mynt i telefonautomaterna introducerades olika kreditsystem, polletter och senare telefonkort. De första telefonkorten användes under 1970-talet i Europa. I Sverige gjordes flera test med olika sorters kort under 1980-talet för att introduceras över hela landet 1991. I och med att Telia tog den sista telefonkiosken ur bruk i december 2015 upphörde även bruket av telefonkort i Sverige.